# The Daily Mail/Staircase
The Daily Mail e Staircase sono due brani musicali pubblicati unicamente come singolo dal gruppo alternative rock inglese Radiohead nel 2011. Le due tracce sono tratte dall'album-video The King of Limbs: Live from the Basement.

## Tracce
1. The Daily Mail – 3:37
2. Staircase – 4:31

## Classifiche
| Classifica (2011) | Posizione massima |
| ----------------- | ----------------- |
| Regno Unito       | 71                |